# Libertad (escultura)

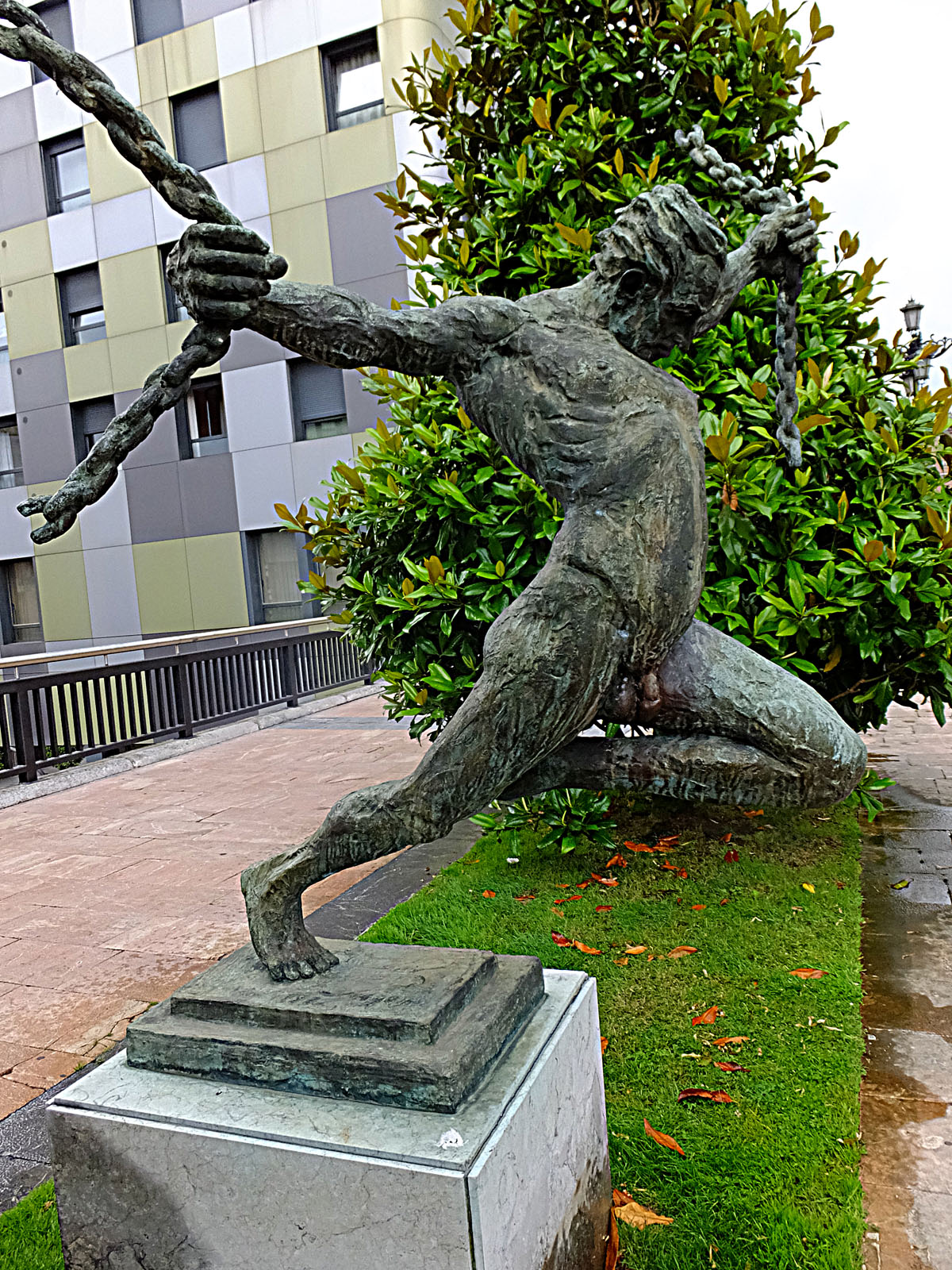
Libertad.

La escultura urbana conocida como Libertad, ubicada en la avenida Fundación Príncipe de Asturias, en la ciudad de Oviedo, Principado de Asturias, España, es una de las más de un centenar que adornan las calles de la mencionada ciudad española.
El paisaje urbano de esta ciudad se ve adornado por obras escultóricas, generalmente monumentos conmemorativos dedicados a personajes de especial relevancia en un primer momento, y más puramente artísticas desde finales del siglo XX.
La escultura, hecha en bronce, es obra de Luis Sanguino, y está datada en 1999. Se trata de una pieza a escala real, que se encuentra muy cerca de otra, Paz, del mismo autor. Esta escultura quiere simbolizar los conceptos de tolerancia, solidaridad, paz y libertad, que se supone encarnan los Premios Príncipe de Asturias. Su instalación se debe a la iniciativa de la Fundación Príncipe de Asturias.
La pieza (es una copia de la que Sanguino hizo en Estados Unidos para sustituir a la Estatua de la Libertad, que a él no le gustaba, y que llamó “Freedom”) tiene sobre un pedestal la figura que representa a un hombre desnudo que rompe sus cadenas al saltar rompiendo de este modo con la esclavitud y dando un paso hacia adelante expresión de su libertad.